# Jake Boultes
Jacob John (Jake) Boultes (ur. 6 sierpnia 1884; zm. 24 grudnia 1955 w Saint Louis) – amerykański baseballista grający na pozycji miotacza. Od 1907 do 1909 roku występował w Boston Doves.